# Estación de Villafranca de Córdoba
Villafranca de Córdoba es una estación de ferrocarril situada en el municipio español de Villafranca de Córdoba, en la provincia de Córdoba, comunidad autónoma Andalucía. No dispone de servicios de viajeros, aunque sus instalaciones pueden ser utilizadas como apartadero para el cruce entre trenes.

## Situación ferroviaria
Las instalaciones se encuentran situadas en el punto kilométrico 415,9 de la línea férrea de ancho ibérico Alcázar de San Juan-Cádiz, a 145 metros de altitud sobre el nivel del mar.

## Historia
La estación fue abierta al tráfico el 15 de septiembre de 1866 con la puesta en marcha del tramo Vilches-Córdoba de la línea de ferrocarril que pretendía unir Manzanares con Córdoba. La obtención de la concesión de dicha línea por parte de la compañía MZA fue de gran importancia para ella, dado que permitía su expansión hacia el sur tras haber logrado enlazar Madrid con los otros dos destinos que hacían honor a su nombre (Zaragoza y Alicante). En 1941, tras la nacionalización de los ferrocarriles de ancho ibérico, las instalaciones pasaron a formar parte de la recién creada RENFE.  
Desde enero de 2005 Renfe Operadora explota la línea mientras que Adif es la titular de las instalaciones ferroviarias.